# Volkold von Meißen
Volkold, auch Wolcold, Folcold, Folchold Volhold, Volkhuld, Volchrad, Vocco († 23. August 992 in Meißen) war Bischof von Meißen.

## Leben
Von Volkolds Leben vor seiner Erhebung zum Bischof ist nur bekannt, dass er am Hof Kaiser Ottos des Großen der Lehrer des Sohnes Otto II. war. Er scheint 969 Bischof von Meißen geworden zu sein. 972 war Volkold auf einer Synode in Ingelheim, um Streitigkeiten mit dem Osnabrücker Bischof Ludolf, dem Abt von Corvey und der Äbtissin von Herford zu klären. Da das Bistum Merseburg am 9. September 981 aufgehoben wurde, erhielten das Bistum Zeitz und das Bistum Meißen Teile dieser Diözese, da beide zur Kirchenprovinz Magdeburg gehörten.
Als Boleslav II. die Burg und Stadt Meißen besetzte, musste Volkold vor den Sorben nach Erfurt fliehen. Erst nach der Rückeroberung durch Markgraf Ekkehard I. von Meißen konnte er wieder in sein vielfach geschädigtes Hochstift zurückkehren. 987 stellte er das Bistum unter kaiserlichen Schutz. Volkold, der während der Abwesenheit des Bischofs Adalbert von Prag in Italien 989 bis 990 oft an dessen statt die nötigen Amtsverrichtungen ausübte, erwarb zwei Besitzungen des Merseburger Bistums, und zwar die Dörfer Weissenburg und Lostatava, beide im Gau Chutizi gelegen, und bekam als Entschädigung für die vielen Verluste im Krieg von Kaiser Otto II. mehrere Güter, Zölle und Nutzungen geschenkt.
Volkold schrieb seinen Kanonikern, nach dem Vorbild des Bischofs Chrodegang von Metz, der 200 Jahre zuvor gelebt hatte und auch selbst dem Benediktinerorden angehörte, eine geregeltere Lebensordnung (canon) vor, worin gewisse Zeiten für das Chorgebet, die geistliche Lesung, den Schulunterricht und die kirchlichen Verrichtungen festgesetzt waren, speiste zudem mit an ihrem gemeinschaftlichen Tisch und regierte seine Kleriker und Domherren mehr durch die Macht seines eigenen Beispiels als durch den Zwang gegebener Befehle.
Volkold widmete außer den gewöhnlichen Missionsgeschäften, worin ihn Boso, erster Bischof von Merseburg, 969 bis 970 unterstützte, viel Zeit dem Gebet, der Lektüre und den Studien. Im Alter wurden seine Augen so schwach, dass er sich dabei fremder Hilfe bedienen musste. Bei einem Besuch in Prag wurde er am Karfreitag 990 vom Schlag getroffen. Er wurde nach Meißen zurückgebracht, wo er hochbetagt starb.